# Tresor públic
El tresor públic és un departament de l'administració pública d'un estat (sovint amb categoria de ministeri) que el representa en les seves relacions financeres amb els ciutadans, amb el banc central i amb altres països; també fa funcions de control i d'administració amb relació a la caixa de l'estat, el deute públic i altres aspectes de les finances públiques.
El tresor públic intervé en la recaptació d'imposts, la distribució de la despesa pública, la política d'endeutament de l'estat (via l'emissió i reemborsament del deute públic, crèdit del banc central), els moviments de les reserves de caixa de l'estat, etc.
En diversos diversos països, —com l'Estat espanyol o els EUA, el tresor públic pot emetre moneda metàl·lica dins el límits que assenyalen les respectives legislacions.

## A l'Estat espanyol[2]
EL tresor públic espanyol rep el nom oficial de Dirección General del Tesoro y Política Financiera essent adscrit a la Secretaría de Estado de Economía del Ministerio de Economía y Hacienda. Les funcions d'aquest estan regulats pel reial decret 1552/2004, del 25 de juny de 2004.

### competències bàsiques
- Gestió de la tresoreria de l'Estat:
  - Pagaments a l'exterior
  - Avals de l'estat
  - encunyació de moneda
  - Ordenació de pagaments
  - Autorització i control de les comptes del Tresor Públic
  - Gestió de la caixa general de dipòsits (Caja General de Depósitos).
- Estudi, proposta i gestió del deute de l'Estat, riscs financers i la promoció de la distribució i liquiditat d'aquesta.
- Direcció i desenvolupament de la política financera, elaboració i tramitació de disposicions relatives a entitats financeres i de crèdit, mercats de valors, sistemes i instruments de pagament i al règim de societats cotitzades, així com als moviments de capitals i transaccions econòmiques.
- Prevenció del blanqueig de capitals i funcions d'investigació i inspecció per tal de prevenir infraccions en els moviments de capitals i transaccions econòmiques amb l'exterior.
- Coordinació de tots els temes monetaris i financers en el Comitè Econòmic i Financer de la Unió Europea.

En l'organització de les finances del sector públic espanyol el tresor públic té un compte obert al Banco de España, en el qual són abonades les emissions de moneda metàl·lica que fa el tresor a través del banc, i també els ingressos que rep com a caixer de l'estat, mentre que hi són carregats els fons retirats a càrrec d'ingressos anteriors o del crèdit del Banco de España.